# Zutty Singleton
Zutty Singleton (Bunkie, 1898. május 14. – New York, 1975. július 14.) amerikai dzsesszdobos. Zutty Singleton – Baby Dodds mellett − a New Orleans-i dobosok legjobbja volt.

## Pályafutása
Arthur James Singleton („Zutty”) 1898. május 14-én a louisianai Bunkie-ban született. New Orleansban nőtt fel. A Jazz Profiles szerint becenevét még csecsemőkorában kapta, ami az "„aranyos” jelentésű kreol szó.
1915-ben Steve Lewisszal dolgozott. A haditengerészeténél szolgált az első világháborúban. Miután visszatért New Orleansba, ahol Papa Celestin, Big Eye Louis Nelson, John Robichaux és Fate Marable társaságában dolgozott. Aztán St. Louisba ment Charlie Creath együttesében játszani, majd Chicagóba költözött. Chicagóban Doc Cookkal, Dave Peytonnal, Jimmie Noone-nal és színházi zenekarokkal játszott, majd csatlakozott Louis Armstrong együtteséhez Earl Hinesszal. 1928-1929-ben Louis Armstrong Hot Five-jával lépett föl. 
1929-ben Armstronggal együtt New Yorkba költözött.
Armstrong mellett Bubber Miley-vel, Tommy Ladnierrel, Fats Wallerral, Jelly Roll Mortonnal és Otto Hardwick-kel játszott.
1934-ben Mezz Mezzrow-val és Sidney Bechettel dolgozott. 1943-ban Los Angelesbe költözött, ahol saját zenekarát vezette, mozifilmekben játszott, és szerepelt a The Orson Welles Almanac (1944) rádióműsorban.
Dolgozott még Slim Gaillarddal, Wingy Manone-nal, Eddie Condonnal, Nappy Lamare-rel, Art Hodesszal, Hot Lips Page-el és Max Kaminskyval is.
Singleton visszavonult, mert 1970-ben agyvérzést kapott. 1975-ben, 77 évesen New Yorkban halt meg.

## Albumok
- 1953: Battle of Jazz, Vol. 2
- 1967: Zutty and the Clarinet Kings
- 2021: Icon of New Orleans Drumming: Heartbeat of Jazz 1924-1969
- (é.n.) Drum Face: His Life & Music, Vol. 1
- (é.n.) Drum Face: His Life & Music, Vol. 2